# 웰시풀

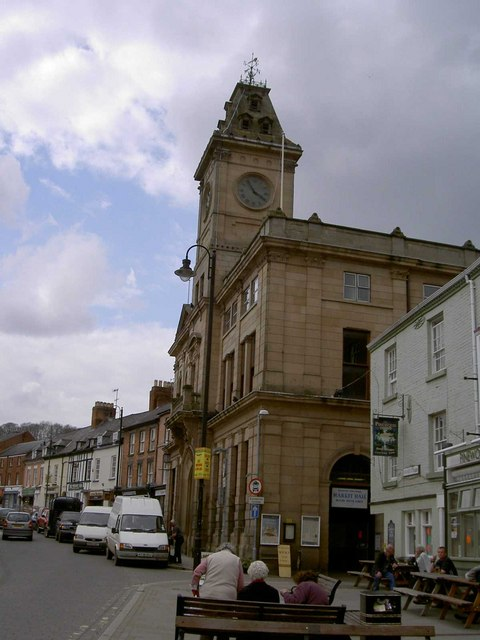
웰시풀

웰시풀(Welshpool)은 웨일스 포이스의 도시로, 인구는 6,269명이다.
역사적으로 몽고메리셔(Montgomeryshire) 카운티에 있는 웨일스의 포이스(Powys)에 있는 시장 마을이자 커뮤니티이다. 이 마을은 웨일즈-잉글랜드 국경에서 4마일(6km) 떨어진 세번 강 저지대에 있다. 웨일스어로 Y Trallwng라는 이름은 "습지 또는 가라앉는 땅"을 의미한다. 커뮤니티에는 클로디아우(Cloddiau)와 풀키(Pool Quay)가 포함된다.
영어로는 처음에 풀(Pool)로 알려졌지만 1835년 영국의 풀(Poole) 마을과 구별하기 위해 이름을 웰시풀(Welshpool)로 변경했다. 이 커뮤니티의 인구는 6,664명(2011년 영국 인구 조사 기준)이며 마을에는 5,948명이 있다. 이 지역은 많은 조지아 건축을 포함하고 포이스성(Powis Castle) 바로 북쪽에 있다.